# Michel Abramowicz
Michel Abramowicz (Neuilly-sur-Seine, 24 de janeiro de 1950) é um fotógrafo e diretor de fotografia francês.